# A Girl like You (Edwyn Collins)
A Girl like You è un singolo del musicista scozzese Edwyn Collins, pubblicato il 5 dicembre 1994 come secondo estratto dal terzo album in studio Gorgeous George.

## Descrizione
Il brano utilizza un sample di 1-2-3 di Len Barry del 1965.

## Successo commerciale
Il singolo ottenne successo a livello mondiale. Inizialmente pubblicato in Australia, il 5 giugno 1995 è stato pubblicato nel resto del mondo.